# Ланкастер, Джеймс
Сэр Джеймс Ланкастер (англ. Sir James Lancaster VI; 1554, Бейзингсток, Хэмпшир, Англия — 6 июня 1618, Лондон, Англия) — английский приватир, командовал первой торговой флотилией английской Ост-Индской компании. За успешное окончание экспедиции был возведён в рыцарское достоинство.

## Биография
Джеймс Ланкастер родился в Бейзингстоке (графство Хэмпшир) около 1554 года. В 1580-х он занимался торговыми операциями в Испании и Португалии, а в 1586 году, вскоре после начала англо-испанской войны, возвратился в Англию. В 1587-88 годах Ланкастер участвовал в рейде Фрэнсиса Дрейка на Кадис, а также, командуя кораблём «Эдуард Бонавенчур», сражался против Непобедимой армады в Ла-Манше и Северном море.

### Первая экспедиция в Ост-Индию
10 апреля 1591 года Ланкастер отправился в свою первую ост-индскую экспедицию. Из порта Плимут вышли 3 корабля — «Пенелопа», «Мерчант Ройял» и «Эдуард Бонавенчур», капитаном которого был Джеймс Ланкастер. Обогнув мыс Доброй Надежды в сентябре, Ланкастер пришёл на остров Пинанг у берегов Малакки в июне следующего года. До Пинанга добрался один «Бонавенчур»: «Мерчант Ройял» отослали в Англию из Салданья-Бей с больными и ослабевшими, а «Пенелопа» была потеряна во время шторма. У Ланкастера осталось лишь три десятка здоровых моряков, тем не менее следующие несколько месяцев он грабил в местных водах португальские суда. Затем «Бонавенчур» отплыл к Цейлону, откуда в декабре 1592 года англичане направились в обратный путь. Ланкастер вернулся в Англию 24 мая 1594, проведя в плавании 3 года и 6 недель.

### Экспедиция в Бразилию
В октябре 1594 года Ланкастер возглавил приватирскую экспедицию в Бразилию в составе 3 кораблей. По пути он объединился с эскадрой другого пирата — Эдуарда Веннера. От экипажа одного из испанских судов, захваченных к тому времени, англичане узнали, что на складах португальского порта Ресифи находится богатейший груз с каракки, шедшей из Ост-Индии и затонувшей у Олинды, недалеко к северу.
29 марта 1595 года объединённая эскадра прибыла к Ресифи. Там Ланкастер обнаружил три голландских флейта; он заключил с их капитанами соглашение о совместном разделе будущей добычи. После этого Ланкастер предпринял штурм города одновременно и с суши, и с моря, который увенчался успехом. Португальский гарнизон сбежал в Олинду, а потери англичан были незначительны.
Ланкастер удерживал Ресифи в течение месяца. За это время в порт прибыли несколько французских корсарских кораблей, их команды также приняли участие в разграблении города и захвате Олинды, откуда португальцы постоянно беспокоили англичан.
В конце концов французские, английские и голландские суда (их Ланкастер зафрахтовал для доставки части захваченного в Англию) покинули Ресифи. Англичане прибыли в Даунс в июле 1595 года с грузом сахара, леса, пряностей и других товаров общей стоимостью более 50 000 фунтов.

### Вторая экспедиция в Ост-Индию

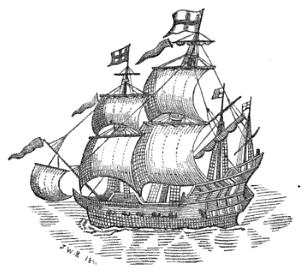
«Красный дракон» — флагман экспедиции 1601–03 годов

31 декабря 1600 года королева Елизавета I подписала указ о создании английской Ост-Индской компании, которой предоставлялось право на монопольную торговлю с Востоком (от Индии до Китая). Уже 13 февраля 1601 года первая торговая экспедиция компании стартовала из Вулиджа. Руководство Ост-Индской компании решило, что возглавить флотилию из 4 кораблей должен Джеймс Ланкастер, имевший опыт плавания в Индийском океане в 1591-1593 годах (это было первое путешествие англичан в Юго-Восточную Азию вокруг мыса Доброй Надежды). Старшим лоцманом экспедиции был другой известный мореплаватель, Джон Дэвис.
Обогнув Африку и зайдя на Никобарские острова, флотилия прибыла на Суматру в июне 1602 года. Ланкастер, имевший официальный статус посланника королевы Англии к монархам Востока, заключил альянс с султаном Ачеха и основал первую факторию Ост-Индской компании в Бантаме (Ява). Кроме того, английские купцы заключили несколько выгодных торговых сделок, в том числе с жителями Молуккских островов, богатых пряностями.
20 февраля 1603 года экспедиция отправилась в обратный путь и 11 сентября прибыла в Лондон. Коммерчески она была очень успешной, к тому же теперь Англия установила своё присутствие в одном из важнейших регионов мировой торговли. В октябре 1603 года король Яков I пожаловал Джеймсу Ланкастеру рыцарское звание.
До своей смерти в июне 1618 года Ланкастер был одним из директоров Ост-Индской компании. Он занимался организацией экспедиций в Азию и в Америку, на поиски Северо-Западного прохода. В 1616 году Уильям Баффин назвал пролив между островами Девон и Баффинова Земля в честь Джеймса Ланкастера.

## Ланкастер и борьба с цингой
Во время плавания вокруг Африки в 1601 году команды трёх кораблей Ост-Индской компании жестоко страдали от цинги, и только на «Красном драконе», флагмане торговой эскадры, положение было намного лучше. Ланкастер заставлял моряков своего судна ежедневно выпивать три ложки лимонного сока, что стало эффективным профилактическим средством. Он сделал длительную остановку на Мадагаскаре, чтобы пополнить запасы апельсинов и лимонов, и уже потом отправился к Суматре. Лимонный сок как профилактика против цинги применялся и в следующих экспедициях компании.